# フルート協奏曲第2番 (ヴァインベルク)
フルート協奏曲第2番 作品148は、ミェチスワフ・ヴァインベルクが1987年に作曲したフルート協奏曲。1961年に作曲されたフルートと弦楽のための協奏曲に続く2番目の作品である。

## 概説
ロシア国内での初演は不明だが、ロシア国外における初演は、2001年1月23日、スウェーデンのボロースにて、アンデシュ・ユーンヘルの独奏により行われた。曲はアレクサンドル・コルネイエフに献呈されている。
演奏時間は約20分。

## 楽器編成
独奏フルート、オーボエ、クラリネット3、ファゴット2、ホルン3、ティンパニ、打楽器、ハープ8、ピアノ、ヴァイオリン、アルト、チェロ、コントラバス

## 構成
急-緩-急の3つの部分からなる。
1. Allegro
2. Largo
3. Allegretto – Andante molto ritenuto – largo

作風としてはショスタコーヴィチ風であり、第3楽章ではバッハの管弦楽組曲第2番やグルックの精霊の踊り等が引用されている。